# 二条村
二条村（にじょうむら）は、島根県美濃郡にあった村。現在の益田市の一部にあたる。

## 地理
- 河川：二条川、上黒谷川、桂平川、柏原川、湯田川[1]

## 歴史
- 1889年（明治22年）4月1日、町村制の施行により、美濃郡上黒谷村、桂平村、柏原村、愛栄村、黒周村が合併して村制施行し、二条村が発足[1][2]。
- 1955年（昭和30年）3月25日 - 益田市に編入され廃止[1][2]。

### 地名の由来
次の二説あり。
1. 黒谷城、横山城の二城から。
2. 桂平川、柏原川の二条から。

## 産業
- 農業、製紙、林産[1]。

## 教育
- 1872年（明治5年）- 柏原小学校開校[1]
- 1873年（明治6年）- 桂平小学校開校[1]
- 1947年（昭和22年）- 二条中学校開校[1]

## 出身人物
- 斎藤賞資（弁護士、日本興業銀行副支配役）